# Юй Цзин
Юй Цзин (кит. упр. 于静, пиньинь Yú Jìng, род. 29 мая 1985 года) — китайская спортсменка, конькобежец, участница зимних Олимпийских игр 2010 и 2018 годов. Двукратная чемпионка мира в спринте (2012, 2014), экс-рекордсменка мира на 500 м и по сумме спринтерского многоборья. Выступала за команду Харбинского центра подготовки по зимним видам спорта.

## Биография
Юй Цзин в раннем детстве занималась спортивной гимнастикой, но когда её команда распалась, то по совету друга семьи решила заняться конькобежным спортом в возрасте 9-ти лет в Харбине.
В 12 лет впервые дебютировала на чемпионате Азии в Обихиро в 1997 году и заняла 4-е место в забеге на 500 м и 6-е на 1000 м. В 2007 году заняла 2-е место на дистанции 500 метров и 3-е место на дистанции 1000 метров на чемпионате Азии в Чанчуне, 2-е место на дистанции 500 м на личном чемпионате Китая и 3-е место на дистанции 500 м на Всемирных зимних студенческих играх в Турине.
В 2008 году на чемпионате Азии в Шеньяне заняла 1-е место на дистанции 1000 м и 3-е на 500 м. В 2009 году стала чемпионкой зимней Универсиады на дистанции 100 м и выиграла "серебро" на дистанциях 500 и 1000 м.
Впервые приняла участие на чемпионате мира в спринтерском многоборье в Москве в 2009 году, и сразу стала бронзовой медалисткой. В том же году стала 4-й на 500 м на чемпионате мира по отдельным дистанциям в Ричмонде.
Олимпийский сезон 2009/2010 начала дважды попав в десятку на первом этапе Кубка мира в Берлине на 500 м. На втором этапе в Херенвене бежала 500 м в одном забеге с Марианне Тиммер, упала на выходе из последнего поворота, сбила соперницу, обе ударились об ограждение и получили травмы. Обоих врачи унесли в подтрибунное помещение на носилках. Голландка от травмы вынуждена была завершить карьеру, а Цзин смогла восстановиться, но хороших секунд в сезоне уже не показывала, хотя и отобралась на Олимпиаду на дистанции 1000 м.
В январе 2010 года на чемпионате мира в Обихиро Цзин заняла 6-е место в спринтерском многоборье, а в феврале на Олимпийских играх в Ванкувере на дистанции 1000 метров заняла 32-е место. В декабре 2010 она выиграла обе дистанции на 500 и 1000 метров на чемпионате Азии в Наньчане. На зимних Азиатских играх в Астане в 2011 году стала чемпионкой на дистанции 500 м.
28-29 января 2012 года выиграла чемпионат мира по спринтерскому многоборью. На второй дистанции 500 м побила рекорд мира, показав результат 36,94, став первой женщиной, выбежавшей из 37 секунд. Также побила рекорд по сумме спринтерского многоборья. В сезоне 2011/2012 завоевала Кубок мира на дистанции 500 м, а на чемпионате мира на отдельных дистанциях в Херенвене дважды заняла 2-е место на 500 и 1000 м.
В 2013 году Цзин выиграла серебряную медаль на чемпионате мира в Солт-Лейк-Сити и золотую на дистанции 500 м на чемпионате Азии. В 2014 году Ю Цзин перенесла рецидив своей старой травмы и пропустила зимние Олимпийские игры в Сочи. В том же году во второй раз победила на чемпионате мира в Нагано в спринтерском многоборье. В сезоне 2014/15 она дважды была призёром на 
чемпионате Азии в Чанчуне.
В сезоне 2015/16 годов на Кубке мира Ю Цзин выиграла дважды в сезоне на дистанции 500 метров за 37,84 сек в Херенвене и за 37,63 сек в Ставангере, а также дважды выигрывала в командном спринте. Она заняла 11 место в многоборье на чемпионате мира в Сеуле. Через год выиграла бронзовую медаль на чемпионате мира на отдельных дистанциях в Канныне на дистанции 500 м и заняла 10-е место в беге на 1000 м.
В сезоне 2017/18 годов Юй Цзин второй раз участвовала на зимних Олимпийских играх в Пхёнчхане на дистанциях 500 и 1000 м и заняла соответственно 9-е и 17-е место. В марте заняла 7-е место в спринтерском многоборье на чемпионате мира в Чанчуне. После этого турнира она заявила, что завершит карьеру спортсменки.

## Личная жизнь
Юй Цзин получила степень бакалавра в области изучения спорта в Северо-Восточном педагогическом университете в Чанчуне. Она слушает музыку, проводит время со своими домашними животными, смотрит телевизор, работает в интернете. 26 апреля 2015 года Юй Цзин вышла замуж в Чанчуне за Хань Цзяляна, известного конькобежца по шорт-треку.  Чжан Хун, чемпионка зимних Олимпийских игр в Сочи, была подружкой невесты Юй Цзин. В настоящее время работает в Харбинском спортивном университете и занимается базовым преподаванием популяризации ледовых и снежных видов спорта, особенно конькобежного спорта.